# Sarcogyps
Sarcogyps is een monotypisch geslacht van vogels uit de familie van de havikachtigen (Accipitridae). De wetenschappelijke naam van het geslacht is voor het eerst geldig gepubliceerd in 1842 door Lesson.

## Soorten
De volgende soort is bij het geslacht ingedeeld:
- Sarcogyps calvus – Indische oorgier